# Jaworzyny (Gorce)
Jaworzyny (1096 m) – mało wybitny szczyt w Paśmie Lubania w Gorcach, pomiędzy Kudowskim Wierchem (1024 m) a zachodnim wierzchołkiem Lubania (1211 m). Północne stoki opadają do doliny Ochotnicy, na południe ze szczytu opada grzbiet oddzielający dolinę potoku Kluszkowianka od doliny jednego z dopływów Mizerzanki. Stoki porasta las, ale sam wierzchołek jest bezleśny i na grzbiecie znajdują się dwie polany; po zachodniej stronie jest to niewielka polana Morgi, po wschodniej długa i większa Jaworzyny Ochotnickie. Obydwie zarastają lasem.
Na szczycie Jaworzyn graniczą z sobą trzy miejscowości w powiecie nowotarskim: Mizerna, Kluszkowce (stoki południowe) i Ochotnica Dolna (stoki północne).

## Szlaki turystyki pieszej
Głównym grzbietem Pasma Lubania prowadzi czerwono znakowany Główny Szlak Beskidzki, szlak zielony z Ochotnicy Dolnej, szlak rowerowy i narciarski. Szczyt Jaworzyn omijają po północnej stronie. Po wschodniej stronie szczytu na polanie Jaworzyny Ochotnickie dołącza do nich nowo wyznakowany żółty szlak z Kluszkowców.
 odcinek: Knurowska Przełęcz – Turkówka – Turkowska – Bukowinka – Chałupisko – Cyrla – Studzionki – Kotelnica – Runek (Hubieński) – Runek – Polana Wybrańska – Kudowski Wierch – Kudów – Jaworzyny Ochotnickie – Lubań – Wierch Lubania. Odległość 13,7 km, suma podejść 750 m, suma zejść 430 m, czas przejścia: 4 godz., z powrotem 3:05 godz.
 Ochotnica Dolna – dolina Kudowskiego Potoku – Morgi – Jaworzyny Ochotnickie – Lubań. Czas przejścia: 2 godz. 40 min, z powrotem 1 godz. 35 min.
 Kluszkowce – Jaworzyny Ochotnickie. Czas przejścia: 3 godz., z powrotem 2 godz. 15 min.